# Пища для души (фильм)
«Пища для души» (англ. Soul Food) — американский кинофильм 1997 года с Ванессой Уильямс в главной роли, выпущенный студией 20th Century Fox. Фильм считается[кем?] одним из первых успешных голливудских картин, где показывался более позитивный[уточнить] взгляд на жизнь афроамериканцев. В 2000 году Showtime запустил одноименный телесериал, который просуществовал в эфире пять сезонов, став самой продолжительной драмой с полностью чёрным актёрским ансамблем.

## Сюжет
Матриарх семейства «Мама Джо» вот уже 40 лет проводит воскресный ужин, собирая своих детей, но всё меняется, когда её госпитализируют из-за сахарного диабета. Её дочери Тери, Максин и Трэйси начинают враждовать.

## В ролях
- Ванесса Уильямс — Тери
- Вивика А. Фокс — Максин
- Ниа Лонг — Трэйси
- Майкл Бич — Майлз
- Мехи Файфер — Лем
- Брэндон Хэммонд — Ахмад
- Ирма П. Холл — Мама Джо
- Джина Равера — Фэйт

## Саундтрек
Саундтрек к фильму был выпущен 19 августа 1997 года и достиг #4 в Billboard 200. Он был сертифицирован дважды платиновым с продажами более 2 млн копий в США.
1. «A Song for Mama» — 5:01 (Boyz II Men)
2. «Call Me» — 4:28 (BLACKstreet featuring Jay-Z)
3. «I Care 'Bout You» — 4:35 (Milestone)
4. «What About Us» — 4:22 (Total)
5. «Don’t Stop What You’re Doing» — 5:11 (Puff Daddy featuring Lil' Kim)
6. «We're Not Making Love No More» — 4:50 (Dru Hill)
7. «Baby I» — 4:12 (Tenderoni)
8. «Let’s Do It Again» — 3:15 (Xscape)
9. «In Due Time» — 3:53 (OutKast featuring Cee-Lo)
10. «Slow Jam» — 4:43 (Monica & Usher)
11. «Boys and Girls» — 4:16 (Tony! Toni! Toné!)
12. «You Are the Man» — 4:13 (En Vogue)
13. «September» — 3:36 (Earth, Wind & Fire)

## Награды и номинации
Премия Американского фестиваля чёрного кино (1998):
- Лучший фильм (награда)
- Лучшая актриса — Вивика А. Фокс (награда)
- Лучший актёр — Джордж Тиллман мл. (номинация)
- Лучшая актриса — Майкл Бич (номинация)
- Лучшая актриса — Ванесса Уильямс (номинация)
- Лучший саундтрек (номинация)

Премия Грэмми (1998):
- Лучшая песня, написанная специально для кинофильма или телесериала («How Come, How Long») — Бэйбифейс (номинация)

Премия MTV Movie Awards (1998):
- Лучшая женская роль — Вивика А. Фокс (номинация)
- Лучшая песня («A Song for Mama») — Boyz II Men (номинация)

Премия NAACP Image Award (1998):
- Лучший кинофильм (Награда)
- Лучшая женская роль — Ванесса Уильямс (награда)
- Лучшая женская роль второго плана — Ирма П. Холл (награда)
- Лучший молодой актёр или актриса — Брэндон Хэммонд (награда)
- Лучшая женская роль — Вивика А. Фокс (номинация)

Премия Спутник (1998):
- Лучшая оригинальная песня («A Song for Mama») — Бэйбифейс (номинация)

Премия Молодой актёр (1998):
- Лучшему молодому актёру — Брэндон Хэммонд (номинация)

Премия YoungStar Awards (1998):
- Лучший молодой актёр в драматическом кино — Брэндон Хэммонд (номинация)